# Nupserha rotundicollis
Nupserha rotundicollis là một loài bọ cánh cứng trong họ Cerambycidae.